# Oceano Índico
Oceano Índico (em destaque).
O oceano Índico é a terceira maior divisão oceânica do mundo, cobrindo aproximadamente 20% da água da superfície da Terra. É limitada pela Ásia, incluindo a Índia, em que o oceano é chamado, no norte, a oeste pela África, a leste pela Austrália, e ao sul pelo oceano Antártico (ou, dependendo da definição, por parte da Antártida).
Como um componente do oceano global, o oceano Índico é delineado a partir do oceano Atlântico pelo meridiano 20° leste correndo para o sul de cabo das Agulhas, e do oceano Pacífico pelo meridiano de 146° 55' leste. A extensão norte do oceano Índico é de aproximadamente 30° ao norte do golfo Pérsico. O oceano tem quase 10 000 km de largura entre as pontas do sul da África e da Austrália e sua área é de 73 560 000 km² (28 400 000 mi²), incluindo o mar Vermelho e o golfo Pérsico.
O volume do oceano é estimado em 292 131 000 km³ (70 086 000 mi³). As pequenas ilhas pontilham as bordas continentais. As nações insulares no oceano são Madagáscar (a quarta maior ilha do mundo), Comores, Seychelles, Maldivas, Maurícia e Sri Lanka. O arquipélago da Indonésia faz fronteira com o oceano, a leste.

## Geografia
O oceano Índico, que se distingue por suas dimensões relativamente reduzidas em comparação com as do oceano Pacífico ou do oceano Atlântico, estende-se em sua maior parte em hemisfério Austral e é fechado ao norte pela Ásia. Largamente aberto ao sul, sob influência da monção asiática, tem a forma de um triângulo, cujas linhas medianas são formadas por dorsais oceânicas, dispostas em Y invertido. A sua profundidade média é de 3 897 metros e a máxima, de 7 455 metros (fossa de Java).

## Clima

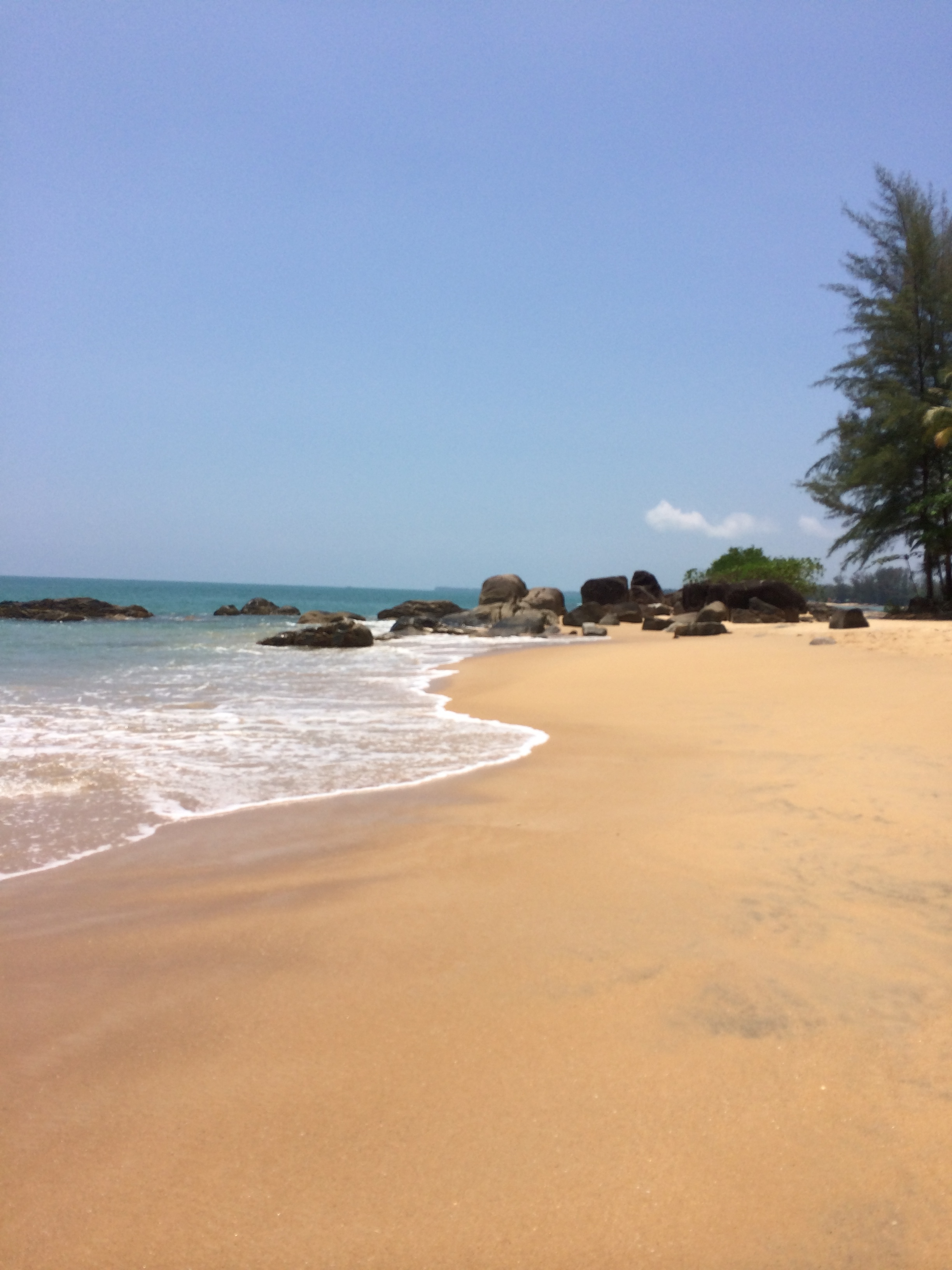
Uma das diversas praias de Khao Lak, no Oceano Índico

A dinâmica das águas do oceano Índico é mais complexa que nos outros oceanos. O sistema austral (ao S de 10º de latitude S) é caracterizado pela distribuição regularmente zonal dos ventos, das temperaturas (do ar e da água), da salinidade e das correntes superficiais. O sistema de monções ocupa a porção norte do Índico. Seu motor é a inversão sazonal dos ventos de monção. No inverno, os alísios sopram do NE em direção à zona de convergência intertropical, criando uma circulação superficial comparável à dos outros oceanos. No verão, os ventos quentes e úmidos e instáveis (ciclones), atraídos pelas baixas pressões asiáticas, provocam um reaquecimento e uma dessalinização parcial das águas, bem como uma aceleração das correntes que se dirigem predominantemente para leste (corrente da monção de sudoeste).
O oceano Índico distingue-se pela fraca produtividade das águas de superfície, privadas de trocas verticais revitalizantes. A temperatura elevada das águas favorece o desenvolvimento de arrecifes e de plataformas coralíneas, semeadas de atóis (Maldivas, Chagos, Laquedivas, Andamão, Seychelles, Comores). Na desembocadura dos grandes deltas, as águas ricas em material em suspensão mantêm uma produtividade regional elevada.

## Limites
Para a ONU, o oceano Índico engloba o canal de Moçambique, o mar Vermelho, o golfo Pérsico, o mar da Arábia, o golfo de Bengala, o mar das Ilhas Andamão e a Grande Baía Australiana; ao sul, seu limite é o paralelo 60, entre os meridianos do cabo das Agulhas (África do Sul) e da Tasmânia (Austrália). Trinta e seis países litorâneos fornecem acesso marítimo a outros onze países sem saída para o mar.
O oceano Índico e seus mares banham todos os países litorâneos do leste e do nordeste da África, as nações do litoral sul da Ásia desde a Península Arábica até o oeste do Sudeste Asiático, a Indonésia, mais o noroeste, oeste e sul da Austrália.

## Recursos
Os recursos desse oceano são o petróleo e minérios como a platina, o manganês, o vanádio e o crômio, só encontrados na África Austral e na antiga URSS. Em razão dessa enorme riqueza, o oceano Índico tornou-se alvo de grande interesse para os países ocidentais industrializados e o Japão, preocupados especialmente com a extração e o transporte da matéria-prima. A riqueza do oceano Índico era desconhecida na época da guerra fria, tanto é que o alvo a ser protegido, pelo lado norte-americano, era apenas o acesso ao golfo Pérsico. Nem os Estados Unidos nem a antiga URSS julgaram necessário criar uma frota no oceano Índico, satisfazendo-se em enviar destacamentos navais de importância questionável, apenas para assegurar bases e ancoragens. Mais tarde os EUA acabaram por criar uma forte intervenção no Oriente Médio: o Central Command (Comando Central).

## Política
O que os EUA e a antiga URSS não deixaram fazer foi tomar partido em todos os conflitos locais em torno desse oceano: África Austral, Oriente Próximo, golfo Pérsico, Afeganistão, Ásia Meridional, Indochina. Atribuindo esses conflitos às presenças navais estrangeiras, os países litorâneos por sua vez adotaram em uma Assembleia Geral das Nações Unidas a resolução "oceano Índico, zona de paz", de 16 de dezembro de 1971, que "sugeria às grandes potências a eliminação de bases, navios de guerra e aviões militares no oceano".
A Índia, que se instituiu como porta-voz dos países litorâneos, teria consequentemente o controle efetivo do norte oceano Índico - das rotas marítimas, portanto - graças à sua Marinha que, com 110 mil toneladas, é a sexta do mundo e a mais poderosa da região.

## História
As primeiras civilizações do mundo, na Mesopotâmia, começando com a Suméria, o Antigo Egito e o subcontinente indiano (a partir da Civilização do Vale do Indo), que apareceram ao longo dos vales dos rios Tigre-Eufrates, Nilo e Indo respectivamente, se desenvolveram todas em torno do oceano Índico.
Outras civilizações logo surgiram, na Pérsia (Elam), e posteriormente no sudeste da Ásia (Funan). Durante a I dinastia egípcia (cerca de 3000 a.C.), navegadores exploraram as suas águas, empreendendo jornadas até Punt, que se presume fosse localizado na atual Somália. Os navios retornavam com mercadorias valiosas, como ouro e mirra. A primeira ligação comercial marítima entre a Mesopotâmia e o vale do Indo, em aproximadamente 2500 a.C., ocorreu pelo oceano Índico. Os fenícios do final do terceiro milênio a.C. provavelmente estiveram nas terras banhadas pelo oceano, embora não tenham se assentado nelas.
O oceano Índico é muito mais calmo, e, portanto, mais adequado para o comércio do que os oceanos Atlântico e Pacífico. As fortíssimas monções faziam com que os navios pudessem velejar facilmente para o oeste na estação favorável, e, após alguns meses, fazer o caminho de volta; o que permitiu, por exemplo, que os povos indonésios cruzassem o oceano Índico para se estabelecer em Madagascar.
No segundo ou primeiro século a.C., Eudóxio de Cízico foi o primeiro grego a cruzar o oceano Índico. O navegador Hipalo também teria descoberto a rota direta da Arábia para a Índia nesta época. Durante o primeiro e segundo séculos d.C. intensas relações comerciais se desenvolveram entre o Egito romano e os reinos tâmeis de Chera, Chola e Pandya, no sul da Índia. Como os povos indonésios citados acima, os navegadores ocidentais utilizavam-se das monções para atravessar o oceano. O autor desconhecido do Périplo do Mar Eritreu descreveu esta rota, os portos e as mercadorias encontradas ao longo das costas da África e da Índia em cerca de 70 d.C..
De 1405 a 1433, o almirante chinês Zheng He liderou grandes frotas da dinastia Ming em inúmeras viagens ao "oceano Ocidental" (nome chinês para o oceano Índico), chegando até os países costeiros do leste da África.
Em 1497, Vasco da Gama dobrou o cabo da Boa Esperança, tornando-se o primeiro europeu a navegar até a Índia nos tempos modernos. Os navios europeus, armados com canhões pesados, rapidamente dominaram o comércio da região. Em um primeiro momento Portugal atingiu a preeminência na região, ao construir fortes nos estreitos e portos mais importantes; porém a nação não conseguiu bancar um projeto tão vasto, e perdeu seu lugar na metade do século XVII para outras potências europeias. A Companhia Holandesa das Índias Orientais (1602-1798) procurou controlar o comércio com o Oriente através do oceano Índico, e a França e a Inglaterra estabeleceram companhias comerciais na região. Eventualmente a Grã-Bretanha tornou-se a principal potência e em 1815 já havia dominado completamente a área.
A abertura do canal de Suez em 1869 reavivou os interesses europeus no Oriente, porém nenhuma nação conseguiu estabelecer com sucesso algum domínio no comércio da região. Depois da Segunda Guerra Mundial os ingleses se retiraram, e foram substituídos parcialmente pela Índia, União Soviética e Estados Unidos.
Durante a Guerra Fria, os Estados Unidos e a União Soviética tentaram estabelecer uma hegemonia na região, através da obtenção de bases navais. Dentre elas, destaca-se sobretudo a da ilha de Diego Garcia, que até hoje ainda é uma estratégica posição militar britânico-estadunidense localizada no Território Britânico do Oceano Índico, na região central do oceano.
Em 26 de dezembro de 2004 diversos países ao redor do oceano Índico foram atingidos por um tsunami causado por um terremoto. As ondas gigantes foram responsáveis pela morte de mais de 226 mil pessoas e cerca de um milhão de desabrigados.

## Países e territórios banhados pelo oceano
O oceano Índico banha os seguintes países e territórios (em itálico):

### África
- África do Sul
- Moçambique
- Madagáscar
- França (Reunião)
- Ilhas Maurícias
- Mayotte
- Comores
- Tanzânia
- Seicheles
- Quênia
- Somália
- Djibuti
- Eritreia
- Sudão
- Egito
- Terras Austrais e Antárticas Francesas (Bassas da Índia, Ilha Europa, Ilha de João da Nova, Ilhas Gloriosas e Ilha Tromelin)

### Ásia
- Egito (Península do Sinai)
- Israel
- Jordânia
- Arábia Saudita
- Iêmen
- Omã
- Emirados Árabes Unidos
- Catar
- Bahrein
- Kuwait
- Iraque
- Irão
- Paquistão
- Índia
- Maldivas
- Território Britânico do Oceano Índico
- Sri Lanka
- Bangladesh
- Birmânia
- Tailândia
- Malásia
- Indonésia
- Timor-Leste
- Ilhas Cocos (Keeling)
- Ilha do Natal

### Oceania
- Austrália
- Ilhas Ashmore e Cartier

### Ilhas subantárticas
- África do Sul (Ilhas do Príncipe Eduardo)
- Ilha Heard e Ilhas McDonald
- Terras Austrais e Antárticas Francesas (Ilhas Crozet, Ilhas São Paulo e Amesterdão e Ilhas Kerguelen)

## Mares do oceano Índico
- Mar Vermelho
- Golfo de Áden
- Golfo Pérsico
- Golfo de Omã
- Mar Arábico
- Baía de Bengala